# Norbert Darabos

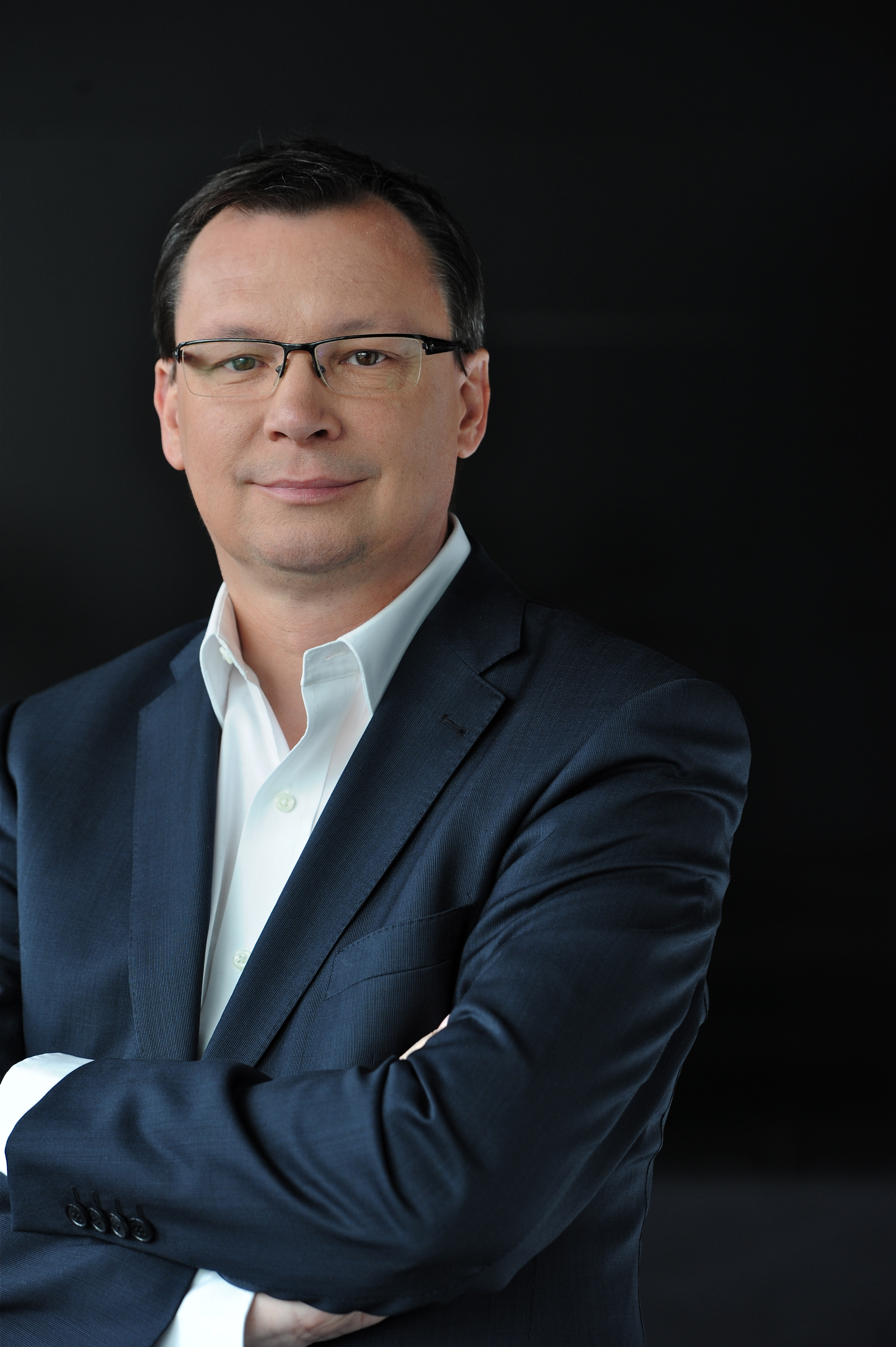
Norbert Darabos (2012)

Norbert Darabos [ˈdarabɔʃ] (* 31. Mai 1964 in Wien) ist ein ehemaliger österreichischer Politiker (SPÖ). Er war bis 28. Februar 2019 Landesrat für Soziales und Gesundheit in der Burgenländischen Landesregierung. Ab 2007 war er Verteidigungsminister der Republik Österreich während der Bundesregierungen Gusenbauer und Bundesregierung Faymann I, wobei er in der zweiten Regierungszugehörigkeit auch die Zuständigkeit für Sportangelegenheiten vom Bundeskanzleramt übernahm. Am 11. März 2013 trat er als Verteidigungsminister zurück, um erneut das Amt des Bundesgeschäftsführers der SPÖ zu übernehmen und den Wahlkampf der Partei zur Nationalratswahl in Österreich 2013 zu leiten.

## Leben
Norbert Darabos wuchs im burgenländischen Dorf Kroatisch Minihof auf. Nach der Matura begann er 1982 ein Studium der Geschichte und der Politikwissenschaft an der Universität Wien, welches er 1988 abschloss. Zwischenzeitlich absolvierte er 1987/88 seinen Zivildienst. Darabos ist verheiratet, hat zwei Kinder und gehört der burgenland-kroatischen Volksgruppe an.

## Politik
Politisch trat Darabos erstmals 1987 als Mitglied des Gemeinderats von Nikitsch ans Licht. Diese Funktion hatte er bis 2003 inne.
Von 1988 bis 1991 war Darabos Landesleiter des burgenländischen Renner-Instituts, von 1991 bis 1997 Pressesprecher von Landeshauptmann Karl Stix. Seit 1998 hatte er die Funktion des Landesgeschäftsführer der SPÖ Burgenland inne und war seit 19. Mai 1999 Mitglied des burgenländischen Landtags. Von Dezember 2000 bis März 2003 war Darabos Klubobmann des SPÖ-Landtagsklubs.
Am 3. März 2003 wurde Darabos Bundesgeschäftsführer der SPÖ. Im Jahr 2004 leitete er den Wahlkampf des späteren Bundespräsidenten Heinz Fischer. Im gleichen Jahr wurde Darabos als Abgeordneter zum Österreichischen Nationalrat angelobt. Zur Nationalratswahl 2006 leitete er den Wahlkampf der SPÖ mit ihrem Spitzenkandidaten Alfred Gusenbauer, wobei er nach Urteil der Medien auch Methoden des „Dirty Campaigning“ einsetzte.
In der Legislaturperiode bis 2013 war er als Abgeordneter Mitglied in folgenden Ausschüssen:
Ausschuss für innere Angelegenheiten, Justizausschuss, Verkehrsausschuss.

### Verteidigungsminister
Nach der Nationalratswahl 2006, bei der die SPÖ stimmenstärkste Partei wurde, war Darabos Mitglied des Verhandlungsteams für die Koalitionsverhandlungen mit der ÖVP. In der folgenden Großen Koalition wurde er Verteidigungsminister, der erste ehemalige Zivildiener in diesem Amt.

#### Eurofighter-Verhandlungen
Der Schwerpunkt seiner Tätigkeit als Minister war zu Beginn die Verhandlungen mit EADS über einen möglichen Ausstieg aus dem Eurofighter-Vertrag. Nach einem Gutachten des österreichischen Rechtsexperten Helmut Koziol zum Beschaffungsvorgang verhandelte Darabos eine Reduktion der Stückzahl von 18 auf 15 Stück sowie über eine Reduktion der (Kampf)-Leistung. Von mehreren Parteien wurde Darabos kritisiert, nicht die Ermittlungsergebnisse des eingesetzten Untersuchungsausschusses abgewartet zu haben, sondern nur aufgrund des Koziol-Gutachtens die Verhandlungen zu Ende gebracht zu haben.
Der mit den Nachverhandlungen befasste Rechnungshof übte in seinem am 22. August 2008 veröffentlichten Bericht zwar Kritik am Verhandlungsergebnis, bestätigte aber auch die Einsparung von 267 Millionen Euro durch die Reduktion der Anzahl an Abfangjägern durch den erfolgten Downgrade auf gebrauchte Flugzeuge der ersten Tranche und Einsparung bei der Zusatzausrüstung.
Darabos entgegnet der Kritik damit, dass durch die von ihm geführten Nachverhandlungen der Republik Österreich 267 Millionen Euro an Ausgaben erspart blieben, welche im Frühjahr 2009 seitens EADS rücküberwiesen wurden, sowie mit Einsparungen in den Betriebskosten von über einer Milliarde Euro bei einer erwarteten Lebensdauer von 30 Jahren.

#### US-Raketenschild
Im August 2007 hat Darabos in einem Interview mit der Tageszeitung Die Presse den in Tschechien und Polen geplanten US-Raketenschild als „Provokation“ bezeichnet.
Kritik an dieser Aussage kam von Tschechiens Außenminister Karel Schwarzenberg („Herr Darabos ist ein Mensch mit ausgesprochen pazifistischer Ausrichtung, was bestimmt lobenswert, allerdings bei einem Verteidigungsminister sonderbar ist.“),
der damaligen US-Regierung George W. Bushs sowie von Seiten der ÖVP.
Laut einer WikiLeaks zugespielten Depesche der US-Botschaft wurde Darabos bereits zuvor von österreichischen Militärs kritisiert. Botschaftsmitarbeiter berichteten: „Militärische Kontakte beschweren sich bei uns, dass er unfähig, vielleicht auch unwillig sei, das Budget für das Militär zu steigern. Er wird als ein ambitionierter Politiker beschrieben, der gegen seinen Willen auf einen in Österreich weniger wünschenswerten Ministerposten abgeschoben wurde.“
Im September 2009 stoppte der neue US-Präsident Barack Obama den umstrittenen US-Raketenschild.

#### Tschad-Einsatz
Im Oktober 2007 entschied sich Darabos für einen Einsatz des Österreichischen Bundesheeres im Tschad. Der humanitäre Hilfseinsatz wurde in Folge unter UN-Mandat verlängert. Die Entscheidung für diesen Einsatz dürfte der Verteidigungsminister letztendlich im Rahmen einer Erkundungsreise getroffen haben. In einer Rede sagte Darabos dazu: „Obwohl ein Verteidigungsminister selten Emotionen und Empfindungen zeigen sollte, möchte ich ganz offen sein: Es ging mir bei einem Besuch eines Flüchtlingslagers sehr nahe, zu sehen, wie diese Menschen in permanenter Angst, in großer Armut und ohne Hoffnung auf eine bessere Zukunft leben müssen. Noch während des Rückfluges nach Wien ist dann der endgültige Entschluss gereift, dass wir helfen, dass wir etwas zum Schutz dieser Menschen tun werden.“

#### Eintreten gegen rechtsextreme Tendenzen im Bundesheer
Ein zentrales Anliegen Darabos' als Verteidigungsminister ist die Bekämpfung rechtsextremer Tendenzen im Bundesheer.
2009 beendete er die jahrelange Teilnahme von Heeresvertretern und die logistische Unterstützung des Bundesheeres beim Ulrichsberg-Treffen in Kärnten.
Anfang 2010 kündigte er die Schaffung einer Historikerkommission an, die die Geschichte der Belgier-Kaserne in Graz in der Zeit des Nationalsozialismus untersuchen soll.
Im Jänner 2012 verbot Darabos Angehörigen des Bundesheeres das Tragen der Heeresuniform im Fall eines Besuches des Wiener Korporations-Balls, da unter den Ballbesuchern „das Who is Who der nationalen und internationalen extremen Rechten“ sei und man „nicht den Anschein erwecken [wolle], dass das österreichische Bundesheer derartiges Gedankengut unterstützt“.
Die Präsentation und Inhalte der Gedenkstätte im Äußeren Burgtor in Wien, seit der Einweihung 1824 zentraler Ort für offizielle Soldatengedenken in Österreich, wurde auf Initiative des Ministers 2012 in mehreren Schritten überarbeitet. Nachdem der Nationalratsabgeordnete Harald Walser (Die Grünen) bekannt gemacht hatte, dass in den Totenbüchern in der Krypta des Burgtors auch Josef Vallaster aufscheint, wurde dieser Name gestrichen und wurden die Bücher zur Untersuchung durch Wissenschaftler entfernt, um herauszufinden, ob auch andere NS-Kriegsverbrecher darin aufscheinen.
Untersucht wurde auch das Denkmal des „liegenden/gefallenen Soldaten“ aus dem Jahr 1935, dessen Schöpfer Wilhelm Frass behauptet hatte, darin eine Huldigung an den Nationalsozialismus deponiert zu haben. Eine Metallkapsel mit einem solchen Text wurde im Juli 2012 im Sockel des Epitaphs gefunden und entfernt.
Darabos begann auch mit den Planungen für eine grundlegende Umgestaltung der Gedenkstätte, wo unter anderem alljährlich am Nationalfeiertag eine Kranzniederlegung durch Mitglieder der Bundesregierung stattfindet.

#### Wehrpflicht-Debatte
Im Jänner 2011 vorgelegte Pläne zu einer Bundesheerreform mit Abschaffung der Wehrpflicht sorgten für landesweite Diskussionen und führten zum Zerwürfnis mit dem Generalstabschef Edmund Entacher und der Österreichischen Offiziersgesellschaft (Rücktrittsaufforderung von Seiten der ÖOG bzw. Vergleich der Bedeutung des Vereins mit der des SC Kroatisch Minihof durch den Minister). Entacher wurde von Darabos abgesetzt, was er mit einem Vertrauensverlust begründete, woraufhin dieser Beschwerde bei der Berufungskommission im Bundeskanzleramt einlegte, von der die Absetzung im November 2011 wieder aufgehoben wurde.
Darabos selbst hatte noch wenige Monate vor der Initiative zur Abschaffung der Wehrpflicht diese als in „Stein gemeißelt“ und bestes Modell für Österreich bezeichnet, was sich in seiner Amtszeit als Verteidigungsminister auch nicht ändern werde. Zudem war die Beibehaltung der Wehrpflicht im SPÖ/ÖVP-Regierungsprogramm festgelegt. Angestoßen wurde die Debatte um die Abschaffung der Wehrpflicht von Darabos' Parteikollegen, dem Wiener Bürgermeister Michael Häupl, während des Wahlkampfes zur Landtags- und Gemeinderatswahl in Wien 2010. Sie führte zur Volksbefragung zur Wehrpflicht in Österreich 2013, bei der sich eine Mehrheit für deren Beibehaltung aussprach.
Rückblickend gestand Darabos öffentlich ein: „Ich war der Störfaktor im Haus“.

### Erneut Bundesgeschäftsführer der SPÖ
Am 4. März 2013 wurde bekannt, dass Darabos als Verteidigungsminister zurücktreten und wieder als Bundesgeschäftsführer in die Parteizentrale zurückwechseln soll. Als Nachfolger wurde in Medienberichten Gerald Klug genannt, der Fraktionsleiter der SPÖ-Delegation im Bundesrat. Darabos' Hauptaufgabe war zunächst die Leitung des Wahlkampfes der Partei zur Nationalratswahl in Österreich 2013.

### Landesrat im Burgenland
Im Juni 2015 wurde bekannt, dass Darabos die Parteizentrale in Wien verlässt und als Landesrat für Soziales und Gesundheit der Landesregierung Niessl IV angehören soll. In der Landesregierung Doskozil I folgte ihm am 28. Februar 2019 Heinrich Dorner als Landesrat nach. Darabos soll wieder als Historiker des Landes arbeiten, ein „Haus der Zeitgeschichte“ leiten.

### Tätigkeiten nach der Politik
Im März 2019 wurde er als Nachfolger von Peter Kostelka für vier Jahre zum Präsidenten des Österreichischen Studienzentrums für Frieden und Konfliktlösung in Schlaining bestellt. Im März 2025 gab Darabos bekannt, für das Präsidentenamt im Österreichischen Tischtennisverband (ÖTTV) kandidieren zu wollen.

### Kritik
Die Amtszeit Darabos' als Verteidigungsminister wird immer wieder von teilweise harter Kritik von Organisationen wie dem Milizverband und der Offiziersgesellschaft begleitet. Er entgegnete diesen Kritikern im Rahmen eines Truppenbesuches in Mautern mit einer Grundsatzrede, in der er sich klar zum Österreichischen Bundesheer und zur militärischen Landesverteidigung bekannte und festhielt, dass er nie ein Militarist war und auch nie einer sein werde. Bei der so genannten Mautern-Rede sprach Darabos von seiner Vision eines humanistischen Bundesheeres. Kritik an Darabos kam von Anfang an auch von Seiten des Koalitionspartners ÖVP. Deren ehemaliger Bundeskanzler Wolfgang Schüssel kritisierte Darabos gegenüber der früheren US-Botschafterin Susan McCaw mit den Worten, Darabos sei „eine echte Enttäuschung als Verteidigungsminister“.
Im Mai 2012 wurde Darabos heftig dafür kritisiert, in einem Interview mit der Zeitung Presse am Sonntag den amtierenden israelischen Außenminister Avigdor Lieberman „unerträglich“ genannt zu haben; in diesem Zusammenhang kritisierte Darabos auch die israelische Politik gegenüber dem Iran und den Palästinensern. Das von Michael Spindelegger (ÖVP) geführte österreichische Außenministerium distanzierte sich von diesen Aussagen.
Das Simon-Wiesenthal-Zentrum bezeichnete Darabos' Aussagen als „Verharmlosung der iranischen Bedrohung“ und „modernen Antisemitismus“. Der Direktor des Zentrums, Shimon Samuels, forderte den Verteidigungsminister zum Rücktritt auf.
Der Präsident der Israelitischen Kultusgemeinde Wien, Oskar Deutsch, nannte Darabos „ignorant, zynisch oder beides“.

## Auszeichnungen (Auszug)
- Otto-Bauer-Plakette (2010)
- Großes Goldenes Ehrenzeichen am Bande für Verdienste um die Republik Österreich (2010)[37]
- National Order of Merit (2012)
- Komturkreuz mit dem Stern des Landes Burgenland (2020)[38]